# Gila brevicauda
Gila brevicauda är en fiskart som beskrevs av Norris, Fischer och Minckley 2003. Gila brevicauda ingår i släktet Gila och familjen karpfiskar. Inga underarter finns listade i Catalogue of Life.